# Áurea Lucinda Javierre
Áurea Lucinda Javierre Mur (Teruel, 24 de agosto de 1898-Madrid, 1 de marzo de 1980) fue una archivera e historiadora española que destacó por su trabajo en la organización de Archivos Históricos. 

## Trayectoria

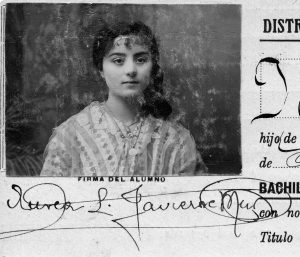
Aurea Lucinda en su época universitaria.

Se graduó en Magisterio en Huesca y estudió la carrera de Filosofía y Letras en la Universidad de Zaragoza, donde se licenció en el año 1918. En 1927, defendió su tesis doctoral dedicada a la figura de Matha de Armanyach, Duquesa de Gerona en la Universidad Central de Madrid, por la que obtuvo la calificación de sobresaliente. En 1930, se convirtió en la primera mujer aragonesa en alcanzar el grado de doctora.
En 1921, ingresó por oposición en el Cuerpo Facultativo de Archiveros, Bibliotecarios y Arqueólogos, cuyo nombramiento quedaría reflejado en la Real Orden de 21 de julio de 1921. Su primer destino como facultativa del Cuerpo de Archiveros fue la Biblioteca del Museo Balaguer de Villanueva y Geltrú en Barcelona, donde estuvo hasta 1922. De ahí, pasó al Archivo de la Corona de Aragón hasta 1935. Continuó en el Archivo del Ministerio de Obras Públicas entre enero y abril de 1935 y, en el Archivo Histórico Nacional, desde abril de 1935 hasta su jubilación, en agosto de 1968.
En este último centro, fue Jefa de la Sección de Órdenes Militares y directora, por ausencia del titular, en 1946. Impartió docencia durante varios años en los Cursos para la formación técnica de archiveros y bibliotecarios organizados por la Dirección General de Archivos y en los cursos de Doctorado de la Facultad de Filosofía y Letras de Madrid. Su labor le llevó a preocuparse durante toda su vida profesional por las tareas relacionadas con la conservación y la restauración documental de los archivos (algo de lo que no se preocupaban en la época los archivos españoles).
La guerra civil española la sorprendió en Zaragoza, ciudad que se adhirió al levantamiento militar. Javierre, de convicciones católicas conservadoras colaboró con los militares sublevados, cosiendo uniformes para los soldados y organizando el Servicio de Lecturas para el Soldado en hospitales y frentes militares junto con su hermana Serafina Javierre Mur, desde primeros de septiembre de 1936. Desde el 17 de noviembre de 1937, ocupó un puesto con vinculación directa con la represión de las personas republicanas y, desde el 28 de enero de 1939, estuvo en Barcelona.
Intentó realizar un viaje a Italia, tras intentar ir a Londres y París, para investigar métodos de conservación de documentos, pero no pudo irse. Finalmente, en 1939, viajó al Vaticano, Nápoles y Siena, para instruirse en la manera de restaurar y conservar pergaminos, códices y demás documentos antiguos.

## Reconocimientos
En el año 1941, se premió una de sus obras históricas y biográficas, referente a Doña María de Luna (consorte de Don Martín el Humano). La Real Academia de la Historia la pensionó con becas referentes a la Fundación Conde de Cartagena, así como el Instituto Jerónimo de Zurita, del CSIC, para la ayuda en sus investigaciones basadas en templarios, sanjuanistas, calatravos y santiaguistas.

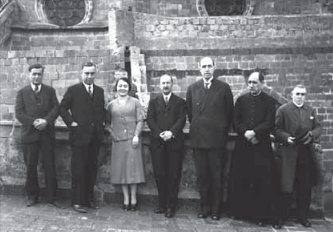
Aurea con otros compañeros del Archivo Histórico de la Corona de Aragón.

Sus ponencias y comunicaciones se consideran de alto valor histórico y estaban incluidas en los Congresos de Historia de la Corona de Aragón, en congresos y semanas de Estudios Sardos, en los Studi Sull’Etá Aragonese de Tarento. Al igual que sucede con otras  pioneras, Javierre no había sido estudiada en profundidad pese al reconocimiento que tuvo entre sus contemporáneos por abrir caminos y por sus aportaciones a un feminismo católico de los años 20 del siglo XX.
Se incluyó a Javierre en diccionarios bibliográficos y obras de carácter enciclopédico referidos a colectivos a los que perteneció, en los que se aludía a su trabajo de archivera e historiadora.

## Obra
- 1930 – Matha de Armanyach, duquesa de Gerona (1373-1378). Boletín de la Real Academia de la Historia (BRAH), Madrid
- 1942 – María de Luna, reina de Aragón, Madrid, Consejo Superior de Investigaciones Científicas.
- 1945 – Privilegios reales de la Orden de Montesa en la Edad Media. Catálogo de la serie existente en el Archivo Histórico Nacional, Madrid, Blass.
- 1948 – Pruebas de ingreso en la Orden de San Juan de Jerusalén. Catálogo de las series de caballeros, religiosos y sirvientes de armas, existentes en el Archivo Histórico Nacional. Madrid, Diana Artes Gráficas.
- 1949 – Guía de la sección de Órdenes Militares, Madrid, Diana Artes Gráficas.
- 1949 – Guía de la Sección de Órdenes Militares, Madrid, Patronato Nacional de Archivos.
- 1958 – Catálogo de los documentos referentes a los conventos de Santiago Calatrava y Alcántara que se conservan en el archivo secreto del Consejo de las Órdenes Militares, Madrid, Junta Técnica de Archivos, Bibliotecas y Museos.
- 1976 – Los religiosos en la Orden de Santiago, Madrid, Servicio de Publicaciones del Ministerio de Educación y Ciencia.[1]